# Лейполдт, Кристиан Луи
Доктор Кристиан Фредерик Луи Лейполдт  (28 декабря 1880 — 12 апреля 1947) — южноафриканский поэт, который писал на языке африкаанс, вводя его в литературный обиход после Второй англо-бурской войны. Вместе с Яном Ф.Э. Селье и Я.Д. дю Тойтом был одной из ведущих фигур в поэзии Второго африкаанского движения. Помимо поэзии писал романы, пьесы, рассказы, детские книги, кулинарные книги и путевой дневник. Считается одним из значительных поэтов-африканеров. Южноафриканский поэт и драматург Д. И. Опперман писал о нём как об «универсальном художнике».

## Биография

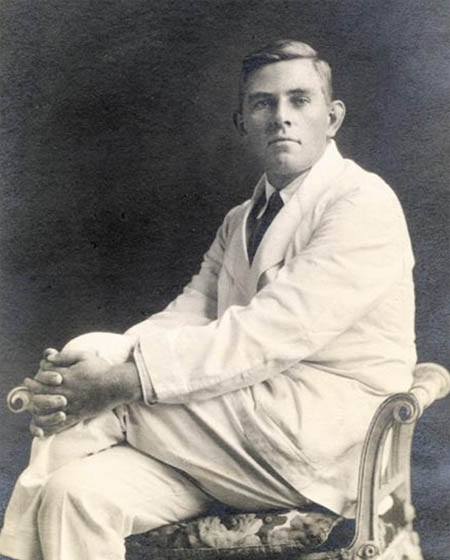
Лейпольдт в 1925 году

Родился в Вустере в Капской провинции. Сын проповедника Кристиана Фридриха Лейпольдта, прихожанина Голландской реформатской церкви Южной Африки в Кланвильям и внука рейнского миссионера Иоганна Готлиба Лейпольдта, который основал небольшой городок Вупперталь в горах Седерберг провинции Западная Капская Южной Африки. Мать — Анна Мета Кристиана Эсселен, дочь Людовика Франца Эсселена (1817—1893), другого рейнского миссионера.
Луи получил домашнее образование. В годы Второй англо-бурской войны работал репортёром. С 1902 по 1907 года с помощью ботаника Гарри Болуса изучал медицину в Лондоне, путешествовал по Европе, Америке и Ост-Индии. С 1908 года около шести месяцев был личным врачом американского газетного магната Джозефа Пулитцера.
Последующая карьера Лейполдта была разнообразной. Он работал школьным врачом в Лондоне, медицинским инспектором школ в Трансваале, затем в Капской провинции. К журналистике он вернулся в 1923 году, в 1925 году в Кейптауне работал педиатром.
Лейполдт не был женат. 12 апреля 1947 года он скончался в Кейптауне. Прах писателя был перенесен в горный район Хантама севернее Кейптауна, который писатель очень любил. Могила Лейполдта находится у пещеры. Его приёмный сын, Джеффри Барнет Лейполдт, умер 21 ноября 1997 года. Прах Джеффри был развеян на могиле отца.
У Джеффри было три дочери, которые ныне живут в Йоханнесбурге, Южная Африка.

## Творчество
Лейполдт писал детективные романы, сонеты (сборник «Утешение красотой» — «Skoonheidstroos», 1932), рассказы для детей, пьесы и др. Самое известное его произведение — «Рассказ дядюшки Герта» (Oom Gert vertel). В нём рассказывается о Второй англо-бурской войне, её ужасах.
В сборнике стихотворений «Из трёх частей света» («Uit drie wêrelddele», 1923) и путевых дневниках Лейполдт писал о своих впечатлениях при путешествии по Европе, Азии, Африке. Прошлое буров описывается в его сборнике «День Дингана» («Dingaans dag», 1920), романе «Гугеноты» («Die Hugenote», 1939).

## Интересные факты
В честь поэта назван род суккулентных растений — Leipoldtia, произрастающий на территории Капской провинцции ЮАР и Намибии.